# テオドール・ベルケルマン

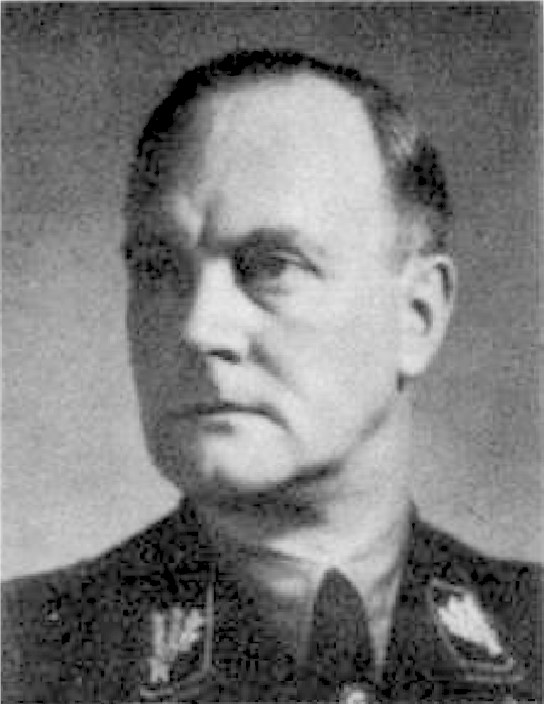
テオドール・ベルケルマン

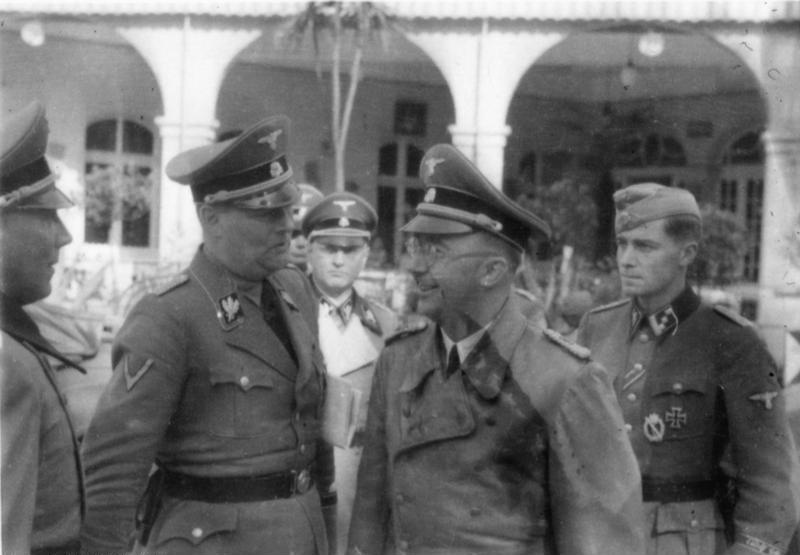
1940年、ルクセンブルクにて。ベルケルマンと親衛隊全国指導者ハインリヒ・ヒムラー

テオドール・フリードリヒ・ヴィルヘルム・ヘルマン・ベルケルマン（独：Theodor Friedrich Wilhelm Hermann Berkelmann、1894年4月17日 - 1943年12月27日）は、ナチス・ドイツの親衛隊の将軍。最終階級は親衛隊大将及び警察大将。愛称はテオ（Theo）。

## 略歴
当時、ドイツ帝国領だったロートリンゲン地域メッツ郊外のマルティンバンに税関職員の息子として生まれた。この地域は現在フランス領である。スイスのギムナジウムを出た後、エルザス地域の実科学校と上級実科学校を出て、1913年にアビトゥーアに合格した。同年、軍に入隊。第一次世界大戦では歩兵連隊に属して東部戦線、南東方面、西部戦線と転戦した。予備役少尉まで昇進。一級鉄十字章と二級鉄十字章を受章。また二度負傷しており、戦傷章黒章も受章した。
一次大戦の敗戦後、ドイツ義勇軍に参加した。その後は炭鉱夫や石工、保険代理店の事務員、体育教師などをして働いた。1929年5月1日に国家社会主義ドイツ労働者党に入党している(党員番号128245)。1930年から1931年にかけてはカナダの農場で働いた。
1931年3月6日、親衛隊に入隊した(隊員番号6019)。1931年6月から突撃隊に移籍したが、1932年3月6日には親衛隊に戻った。1933年12月には親衛隊地区VI(本部ブレスラウ)の地区指導者となる。1936年3月29日に国会議員となる。1936年4月1日からフリードリヒ・カール・フォン・エーベルシュタインの後任として親衛隊上級地区「エルベ」(本部ドレスデン)の地区指導者となる。1938年6月28日からは「エルベ」親衛隊及び警察高級指導者も兼務。両職とも1940年4月20日にウード・フォン・ヴォイルシュと交代した。1940年4月20日から同年7月9日まで親衛隊上級地区「西」指導者と「西」親衛隊及び警察高級指導者に就任。1940年7月9日から1943年11月9日まで「ライン＝ウェストマルク」親衛隊及び警察高級指導者と親衛隊上級地区「ライン＝ウェストマルク」指導者に転じた。また1943年9月11日から死去まで「ヴァルテ」親衛隊及び警察高級指導者を務めている。1942年1月30日に親衛隊大将に昇進している。
1943年12月27日、「ヴァルテ」親衛隊及び警察高級指導者の任のため、ポーゼンに赴任していた際に脳腫瘍により死去した。

## キャリア

### 階級
出典
- 1914年、予備役少尉
- 1919年9月、名誉階級予備役中尉
- 1931年3月6日、親衛隊志願兵
- 1931年6月15日、突撃隊大佐
- 1932年、突撃隊上級大佐
- 1932年3月6日、親衛隊大佐
- 1934年2月7日、親衛隊上級大佐
- 1934年9月9日、親衛隊少将
- 1936年9月13日、親衛隊中将
- 1941年4月15日、警察中将
- 1942年1月30日、親衛隊大将及び警察大将

### 受章
出典
- 鉄十字勲章
  - 1914年版二級鉄十字章
  - 1914年版一級鉄十字章
- 戦功十字章
  - 二級十字章(1940年12月受章)
  - 一級十字章(1942年9月4日受章)
- 戦傷章黒章(1918年)
- 名誉十字章
  - 前線戦士章（1934年）
- 黄金ナチ党員バッジ(1939年1月30日受章)
- 勤続章（ドイツ語版）
  - ナチ党勤続章
    - 銅章
    - 銀章
- SAスポーツバッジ（ドイツ語版）
  - 銅章(1937年12月1日受章)
- 親衛隊名誉リング（1937年12月1日）
- 親衛隊全国指導者名誉長剣（1937年12月1日）